# Gallardon
Gallardon är en kommun i departementet Eure-et-Loir i regionen Centre-Val de Loire strax norr om centrala Frankrike. Kommunen ligger i kantonen Maintenon som tillhör arrondissementet Chartres. År 2022 hade Gallardon 3 537 invånare.

## Befolkningsutveckling
Antalet invånare i kommunen Gallardon
Referens:INSEE